# Dalibor Dvorský
Dalibor Dvorský, född 15 juni 2005 i Zvolen, Slovakien, är en slovakisk ishockeyspelare som spelar för Springfield Thunderbirds i AHL. Dvorský blev tillgänglig för NHL Entry Draft 2023 hos St. Louis Blues.
Dvorský draftades av Chicago Steel i 15:e rundan, som 225:e spelare totalt i USHL Entry Draft.

## Klubblagskarriär

### Tidig karriär
Dvorský kom till Sverige och Stockholm som åttaåring. Anledningen var den att hans föräldrar såg att det fanns potential i honom och ville ge sin son bästa möjliga chans att jaga proffskarriären. Väl i Stockholm började han spela för förortsklubben Tumba, där han fick möjligheten att vara på isen mycket och bli tränad av bra tränare.

### AIK
Dvorský hann, efter tiden i Tumba, med spel i Flemingsberg och Linköping innan han hamnade i AIK inför säsongen 2020/21. 

#### Säsongen 2020/21: Historisk i hemlandet
Dvorský inledde säsongen med AIK:s J18-lag, där han noterades för 14 poäng på sex matcher i J18 Region. På grund av Coronaviruspandemin blev han som 15-åring utlånad till HC Banska Bystrica i den slovakiska högsta ligan.
Den 2 mars 2021 blev han historisk i Extraliga – han slog legendaren Marian Gaboriks rekord från 1998 som yngste målskytt någonsin (15 år, sju månader och 18 dagar), då han hittade nätet mot HK Nitra. På 20 matcher i den slovakiska högsta ligan gjorde Dvorsky två mål och två assist.

#### Säsongen 2021/22: Utveckling och A-lagshockey
Under försäsongen fick Dvorský prova på A-lagshockey med AIK för första gången. Han gjorde två träningsmatcher för laget, men blev sedan nedskickad till J20-laget. AIK:s sportchef Christoffer Malm menade att han skulle testa på J20-hockey innan han kunde få en plats i A-truppen. Säsongen innan testade han aldrig på J20-hockey på hela säsongen eftersom serien stängdes ner. 
Den 29 oktober 2021 gjorde han allsvensk debut när AIK gästades av rivalen Södertälje SK på Hovet. Han gick direkt in i förstakedjan med Lucas Carlsson och kapten Christian Sandberg som forwardskollegor. AIK gjorde dock processen kort och vann matchen med 4–0 som spelades inför 4 007 åskådare.
Den 1 december 2021 gjorde Dvorský sitt första mål för AIK när han satte lagets första och sista straff i en straffläggningsvinst borta mot Troja-Ljungby med 2–1. Han blev därmed den femte yngsta målskytten någonsin i Hockeyallsvenskan, 16 år och 169 dagar gammal.
Den 7 januari 2022 skrev Dvorský på sitt första A-lagskontrakt med AIK, ett tvåårskontrakt som höll honom kvar i klubben fram till och med säsongen 2023/2024.

#### Säsongen 2022/23: Roterande roll i A-laget
Dvorský inledde säsongen 2022/23 med spel i AIK:s J20-lag, där han noterade för 8 poäng på de fem inledande matcherna i J20 Nationell. Väl i A-laget fick han förtroende i säsongspremiären då AIK slog Modo med 6–5 på bortaplan. Första målet för säsongen gjorde han den 12 oktober 2022 när AIK förlorade med 2–1 på straffar mot Almtuna. Omgången efter gjorde han två assister när AIK besegrade rivalen Södertälje SK med 6–3 på Hovet.

### IK Oskarshamn
Dvorský blev klar för IK Oskarshamn inför säsongen 23/24.

## Landslagskarriär
I augusti 2021 anordnades den årliga turneringen Hlinka Gretsky Cup där några av världens bästa juniorer under 18 år gjorde upp. Dvorský blev uttagen till truppen och turneringen slutade med en ren succé för det slovakiska laget som gick hela vägen till en final där man förlorade mot Ryssland med 7–2. Under turningen gjorde han bland annat mål mot Sverige och ett hattrick mot USA. Målen mot USA förklarade han som: "ett av mina största ögonblick som hockeyspelare". Dvorský gjorde, som tredje yngst i turneringen, 12 poäng på fem matcher. Endast Matvej Mitjkov var bättre med tretton poäng. Han spelar i Slovakiens juniorlandslag från 2022.

## Spelstil
Dvorský kom upp som 15-åring som en av världens största talanger i sin åldersgrupp. Han är en skarpskytt, som är duktig när det gäller att komma till avslut snabbt. Han är en storvuxen center (185 cm), vilket hjälper honom att fysiskt stå emot äldre konkurrens, något han har varit tvungen att göra under större delen av sin hockeykarriär. Han är skicklig framför motståndarens mål och har lätt för sig att tvinga fram misstag för motspelare.
Dvorskýs idoler är Nicklas Bäckström och Sidney Crosby. Han har förklarat han att gillar Bäckströms passningar och sätt att spela, samt Crosbys puckkontroll och backhand.

## Statistik
| 2018/19                  | Flemingsbergs IK U16     | U16 Div.1                | 18 | 8  | 11 | 19 | 4  | – | – | – | – | – |
| 2019/20                  | Linköping HC U16 2       | U16 Div.1                | 2  | 4  | 2  | 6  | 0  | – | – | – | – | – |
|                          | Linköping HC U16         | U16 Elit                 | 22 | 10 | 12 | 22 | 2  | – | – | – | – | – |
|                          | HKM Zvolen U18           | Slovakia U18 2           | 8  | 11 | 8  | 19 | 0  | – | – | – | – | – |
| 2020/21                  | AIK J18                  | J18 Region               | 6  | 4  | 10 | 14 | 0  | – | – | – | – | – |
|                          | HC Banska Bystrica       | Slovakia                 | 20 | 2  | 2  | 4  | 8  | – | – | – | – | – |
| 2021/22                  | AIK J20                  | J20 Nationell            | 25 | 15 | 17 | 32 | 16 | – | – | – | – | – |
|                          | AIK                      | Hockeyallsvenskan        | 12 | 1  | 0  | 0  | 0  | – | – | – | – | – |
| Hockeyallsvenskan totalt | Hockeyallsvenskan totalt | Hockeyallsvenskan totalt | 7  | 1  | 0  | 0  | 0  | – | – | – | – | – |